# Zdena Kloubová
Zdena Kloubová (* 20. ledna 1960 Jilemnice) je česká operní zpěvačka – sopranistka.

## Kariéra
V roce 1985 byla finalistkou Mezinárodní pěvecké soutěže R. Schumanna ve Cvikově. V roce 1986 dokončila studium v oboru operní zpěv na pražské Akademii múzických umění a poté vystupovala na operní scéně Severočeského divadala v Ústí nad Labem a Divadle Josefa Kajetána Tyla v Plzni.
V roce 1992 se stala sólistkou Státní opery v Praze a o rok později také sólistkou pražského Národního divadla. Kromě toho vystupovala také jako host ve světových operních domech, např. v Dánsku, Belgii, Rusku, Japonsku, USA, Izraeli atd.
Spolupracuje s českými symfonickými a komorními tělesy (Symfonický orchestr hlavního města Prahy FOK, Pražský komorní orchestr, Virtuosi di Praga, Česká filharmonie, Český národní symfonický orchestr) a s renomovanými dirigenty (Jiří Bělohlávek, Libor Pešek, Vladimír Válek, Zdeněk Košler, Aldo Ceccato, Serge Baudo, Sir Charles Mackerras, Petr Fiala ad.). je také pravidelnou účastnicí festivalu staré hudby v Německu.
Její repertoár zahrnuje přes 20 koloraturních a subretních rolí (Gilda/Rigoletto, Zuzanka/Figarova svatba, Zerlina/Don Giovanni, Blonde, Liška Bystrouška/Příhody lišky Bystroušky, Karolína ad.).
Zdena Kloubová je rovněž interpretkou písňové tvorby a je také vyhledávanou interpretkou komorní tvorby (komorní hudba, árie a písňové cykly Josefa Myslivečka, Jana Dismase Zelenky, Antonína Dvořáka, Leoše Janáčka, Bohuslava Martinů, Franze Schuberta, Gustava Mahlera ad.), kantát a oratorií (J. S. Bach, Jiří Antonín Benda, W. A. Mozart, A. Dvořák, C. Orff).